# أحمد إسماعيل علي
المشير/ أحمد إسماعيل علي  (14 أكتوبر 1917 ـ 25 ديسمبر 1974) قائد عسكري وسياسي مصري، شغل منصب القائد العام للقوات المسلحة ووزير الحربية المصري خلال حرب أكتوبر 1973، وشغل قبلها منصب رئيس المخابرات العامة المصرية ورئيس أركان القوات المسلحة.
تخرج من الكلية الحربية عام 1938 وكان زميلا لكل من الرئيس الراحل أنور السادات والرئيس الراحل جمال عبد الناصر في الكلية الحربية وبعد تخرجه برتبة ملازم ثان، التحق بسلاح المشاة وخاض الحرب العالمية الثانية وحرب فلسطين 1948 والعدوان الثلاثي 1956 ونكسة 1967 حتى وصل عام 1969 وأصبح رئيسا لأركان الجيش المصري وعزله بعد ذلك الرئيس عبد الناصر بسبب حادثة الزعفرانة الشهيرة. ثم أعاده الرئيس السادات إلى الخدمة رئيساً للمخابرات العامة ثم رُقّي إلى رتبة فريق أول وأصبح وزيراً للحربية عام 1972 وخاض حرب أكتوبر وتوفي عام 1974.

## نشأته
ولد أحمد إسماعيل في شهر أكتوبر عام 1917 بالمنزل رقم 8 بشارع الكحالة بشبرا بمحافظة القاهرة  والده كان ضابط شرطة. وكانت والدته قد أنجبت عدداً من البنات، ولمّا حملت فيه فكرت في إجهاض نفسها خشية أن يكون المولود الجديد بنتاً ولكنها تراجعت عن ذلك. 

بعد حصوله على الثانوية العامة، حاول أحمد إسماعيل الالتحاق بالكلية الحربية ولكنه فشل فالتحق بكلية التجارة، وفي السنة الثانية بـ«التجارة» قدّم أوراقه مع الرئيس الراحل أنور السادات إلى الكلية الحربية، لكن الكلية رفضت طلبهما معًا لأنهما من عامة الشعب إلا أنه لم ييأس. وكان الملك فؤاد الأول قد أصدر قرارًا بقبول طلاب الكلية الحربية من عامة الشعب وكانت هذه الدفعة وما بعدها هي دفعة « الضباط الاحرار ». وقدم أوراقه بعد أن أتم عامه الثالث بكلية التجارة، ليتم قبلوه أخيرًا ليتخرج فيها عام 1938 وكان من زملائه : جمال عبد الناصر، ومحمد أنور السادات، وعبد المنعم رياض، ويوسف السباعي، وأحمد مظهر.

## حياته العسكرية

الفريق الشاذلي و الرئيس أنور السادات يستمعان إلى شرح المشير أحمد إسماعيل وفي الصورة محمد عبد الغني الجمسي وفؤاد نصار.

تخرج عام 1938 برتبة ملازم ثان والتحق بسلاح المشاة. وسافر في بعثة التدريب بدير سفير بفلسطين عام 1945 م وجاء ترتيبه الأول على الضباط المصريين والإنجليز. بدأت موهبته تتألق في الحرب العالمية الثانية التي اشترك فيها كضابط مخابرات في الصحراء الغربية. وفي حرب فلسطين أصبح قائداً لسرية مشاه في رفح وغزة، وتلك الخبرة أهّلته ليكون أول من قام بإنشاء نواة قوات الصاعقة، أثناء العدوان الثلاثي الذي قامت به بريطانيا وفرنسا وإسرائيل على مصر في خريف عام 1956 كان برتبة (عقيد) وقاد اللواء الثالث مشاه في رفح ثم القنطرة شرق.
في عام 1957 م التحق بكلية مزونزا العسكرية بالاتحاد السوفييتي، وفي نفس العام عمل كبيراً للمعلمين في الكلية الحربية، وبعد ذلك تركها وتولٌى قيادة الفرقة الثانية مشاه التي أعاد تشكيلها لتكون أول تشكيل مقاتل في القوات المسلحة المصرية.
في عام 1960 حاولت مراكز القوى الإطاحة به، وكان برتبة (عميد) وبعد عام 1967 م وجدت تلك المراكز مبرراً للإطاحة به، وبالفعل نجحوا في ذلك، ولكن الرئيس (جمال عبد الناصر) استدعاه وسلّمه قيادة القوات شرق قناة السويس، وبعد ثلاثة شهور فقط من معارك 1967 أقام أول خط دفاعي كما قام بإعادة تنظيم هذه القوات وتدريبها وتسليحها، وبعد فترة وجيزة تمكنت هذه القوات أن تخوض معركة رأس العش، ومعركة الجزيرة الخضراء، وإغراق المدمرة الإسرائيلية (إيلات).
بعد أيام من النكسة أصدر جمال عبد الناصر قرارا بإقالة عدد من الضباط وكبار القادة وكان من بينهم أحمد إسماعيل، وبعد أقل من 24 ساعة أمر عبد الناصر بإعادته للخدمة وتعيينه رئيسا لهيئة عمليات القوات المسلحة، وبعد استشهاد الفريق (عبد المنعم رياض) رئيس أركان حرب القوات المسلحة على الجبهة في التاسع من شهر مارس عام 1969 تولى رئاسة أركان حرب القوات المسلحة، وفي الثاني عشر من شهر سبتمبر عام 1969 تم إعفائه من منصبه بسبب إنزال الزعفرانة وترك الحياة العسكرية.
بعد وفاة الرئيس عبد الناصر عام 1970 وتولّي الرئيس أنور السادات تم تعيين أحمد إسماعيل في 15 مايو 1971 رئيسا للمخابرات العامة وبقي في هذا المنصب قرابة العام ونصف العام حتى 26 أكتوبر 1972 عندما أصدر الرئيس السادات قراراً بتعيينه وزيراً للحربية وقائداً عاما للقوات المسلحة خلفاً للفريق أول محمد صادق ليقود إسماعيل الجيش المصري في مرحلة من أدق المراحل لخوض ملحمة التحرير.

وفي 28 يناير 1973 عينته هيئة مجلس الدفاع العربي قائداً عاماً للجبهات الثلاث المصرية والسورية والأردنية.

## حادثه الزعفرانة
وقعت حادثة الزعفرانة يوم 9 سبتمبر 1969 يومها كان جمال عبد الناصر مصحوبا بالفريق أول محمد فوزي حاخوا وزير الحربية واللواء أحمد إسماعيل علي رئيس أركان الحرب (من خلف الفريق عبد المنعم رياض إثر استشهاده في مارس 69 صاعداً من رئاسة هيئة العمليات) يحضرون مناورة حية لفرقة مدرعة حين وصلت أخبار نزول إسرائيلي برمائي على شاطئ خليج السويس في منطقة الزعفرانة. أعلنت إسرائيل بفرقعة إعلامية مدوية أن قواتها الآن على أرض أفريقيا، وأنها لم تواجه البتّة أية مقاومة مصرية.
أمر عبد الناصر من فوره أحمد إسماعيل بالتوجه لموقع الحدث وإدارة المواجهة من هناك على الطبيعة، لكن أحمد إسماعيل فضّل العودة للقاهرة مخالفاً أوامر الرئيس ومقنعاً نفسه بأن أداءً أفضل ينتظره من غرفة العمليات عنه من الزعفرانة. استشاط عبد الناصر غضباً من فعلة أحمد إسماعيل فأمر بعزله في التو واللحظة ومعه قائد البحرية اللواء فؤاد ذكري، والذي فشل في تحريك قطعة بحرية واحدة تعترض الإنزال.

### حرب أكتوبر

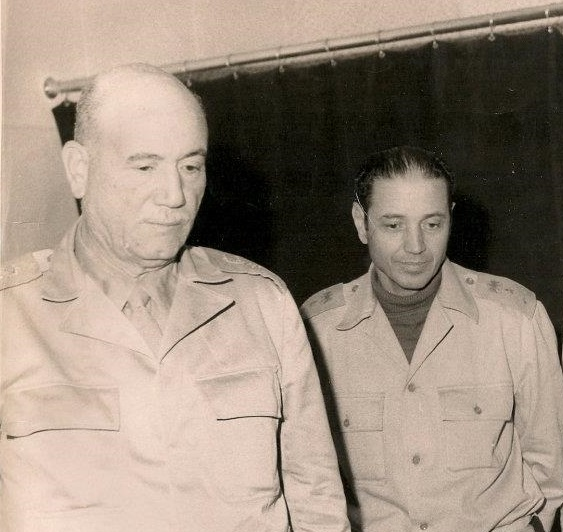
أحمد إسماعيل مع الفريق سعد الدين الشاذلي.

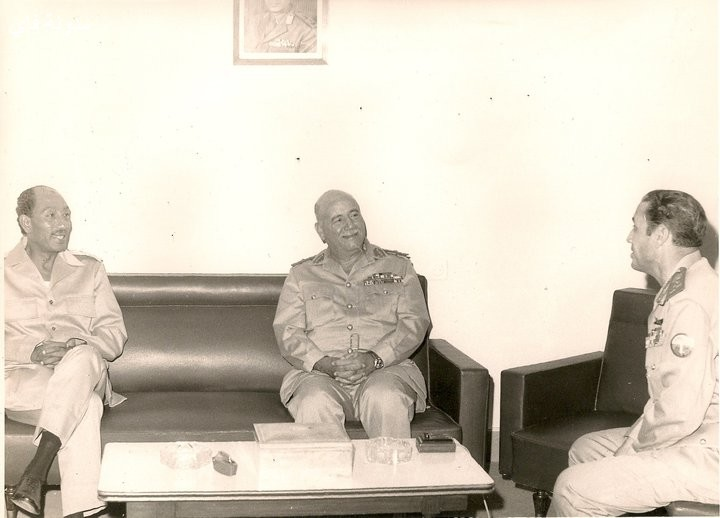
الفريق الشاذلي مع الوزير أحمد إسماعيل والرئيس السادات.

عام 1972 قرٌر السادات إعفاء الفريق أول محمد صادق وعيٌن أحمد إسماعيل مدير جهاز المخابرات العامة لخلفيته العسكرية، وحصوله على أدق المعلومات عن قدرات الجيش الإسرائيلي بحكم منصبه، وخوضه معارك ميدانية عديدة قبلها.
واستدعى السادات أحمد إسماعيل إلى منزله في الجيزة في 26 أكتوبر وكلّفه بمنصب وزير الحربية والاستعداد للحرب بأسرع وقت، وبأعلى درجات الكفاءة، ويروي أحمد إسماعيل عن اجتماعه مع السادات: «كان هذا النهار أحد الأيام المهمة والحاسمة في حياتي كلها، بل لعله أهمها على الإطلاق.. التاريخ 26 أكتوبر 1972 ـ19 رمضان 1392 هـ، حوالي الساعة الثالثة بعد الظهر، والمكان.. منزل الرئيس السادات بالجيزة، كنا ـ سيادته وأنا ـ نسير في حديقة المنزل.. لم أكن أدري سبب استدعائي، ولكني توقعت أن يكون الأمر خطير، وبعد حديث قصير عن الموقف حدث ما توقعته، حيث أبلغني سيادته بقرار تعييني وزيرا للحربية اعتباراً من ذلك اليوم، وفي الوقت نفسه كلفني بإعداد القوات المسلحة للقتال بخطة مصرية خالصة تنفذها القوات المسلحة المصرية، ليتخلص بها الوطن من الاحتلال الصهيوني، وكان لقاؤه لي ودودا إلى أقصى حد، وكان حديثه معي صريحا إلى أبعد حد، وعندما انتهى اللقاء ركبت السيارة لتنطلق في شوارع القاهرة وشريط الذكريات والظروف يمر في ذهني وأمام عيني.. هآنذا أعود مرة أخرى لأرتدي الملابس العسكرية».
وبالفعل بدأ أحمد إسماعيل ارتداء البدلة العسكرية من جديد وتولى أرفع منصب في الجيش وقيادة أخطر المعارك في تاريخ الوطن معركة أكتوبر.
كان للمشير أحمد إسماعيل دور معنوي كبير وقيادي في حرب أكتوبر , أنقذ الجبهة المصرية من الانهيار، وبعد قرار السادات تطوير الهجوم وتوغٌل القوات المصرية لتخفيف الضغط على الجبهة السورية حدث الخلاف الشهير بين الرئيس السادات ورئيس هيئة الأركان الفريق سعد الدين الشاذلي وقرّر السادات إعفاء الأخير من منصبه بشكل مؤقت، وكانت للفريق الشاذلي شعبية واسعة في الجيش بين كبار القادة والجنود، إلى جانب أن الخلافات بدأت في عز اشتعال المقاومة الإسرائيلية وظهور ثغرة الدفرسوار, بالإضافة إلى الحساسية التي كانت تسيطر على علاقة إسماعيل والشاذلي، وميل الأول إلى تأييد الرئيس على حساب آراء رئيس الأركان في التعامل مع الثغرة، تولٌى إسماعيل قيادة هيئة الأركان بنفسه، وعاونه المشير محمد عبد الغني الجمسي رئيس هيئة عمليات القوات المسلحة الذي جرى تصعيده إلى المنصب رسميا مع انتهاء الحرب.
ونجح أحمد إسماعيل في الحفاظ على وحدة الصف بين القادة، وانصاع في الوقت نفسه إلى تعليمات القائد الأعلى للقوات المسلحة.
بعد الحرب منحه الرئيس السادات رتبة المشير في 19 فبراير عام 1974 اعتباراً من السادس من أكتوبر عام 1973 وهي أرفع رتبة عسكرية مصرية وهو ثاني ضابط مصري يصل لهذه الرتبة بعد المشير عبد الحكيم عامر. وحصل أيضا على نجمة سيناء من الطبقة الأولى وتم تعيينه في 26 أبريل 1974 نائبا لرئيس الوزراء.

## وفاته
أصيب بسرطان الرئة وفارق الحياة يوم الأربعاء ثاني أيام عيد الأضحى 25 ديسمبر 1974 عن 57 عاما في أحد مستشفيات لندن بعد أيام من اختيار مجلة الجيش الأمريكي له كواحد من ضمن 50 شخصية عسكرية عالمية أضافت للحرب تكتيكاً جديداً. 

لم يتمكن المشير من كتابة أهم كتاب عن حرب أكتوبر لكنه كان يكرر دائما أن الحرب كانت منظمة ومدروسة جداً وأن أي صغيرة أو كبيرة خضعت للدراسة وأن شيئا لم يحدث بالصدفة.
_كان السادات يعلم بحقيقه مرضه وجرى عودته وتعيينه في منصب رئيس المخابرات ومن ثم وزير الحربية ليضمن ولائه له وكان ذلك جليا عندما حدث خلاف بين الرئيس السادات والفريق الشاذلي أثناء ثغرة الدفرسوار وميل المشير أحمد إسماعيل إلى رأي السادات على رأي الشاذلي الذي كان أدرى شخص بحقيقة الأمر على أرض الواقع بحكم عمله كرئيس لهيئة الأركان.

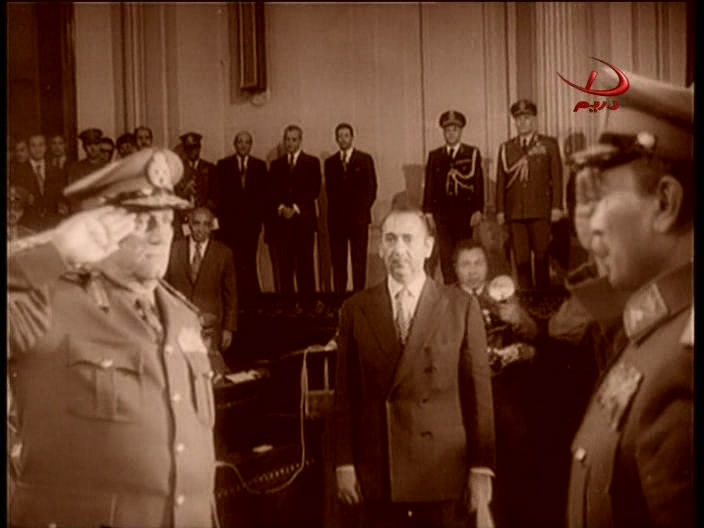
تكريم المشير أحمد إسماعيل عام 1974.

## الأوسمة والأنواط والميداليات
- نجمة سيناء من الطبقة الأولى عام 1973.

## في السينما والتليفزيون
تناولت شخصيته بعدد من الأفلام والمسلسلات نذكر منها:
- الثعلب - إنتاج 1993 مسلسل من ملفات المخابرات.. وقام بدور أحمد إسماعيل الممثل الراحل صلاح ذو الفقار.[8]

## روابط خارجية
- أحمد إسماعيل علي على موقع الموسوعة البريطانية (الإنجليزية)
- أحمد إسماعيل علي على موقع مونزينجر (الألمانية)